# Маринелли, Джованни (политик)
Джованни Маринелли (итал. Giovanni Marinelli ; 18 октября 1879, Адрия — 11 января 1944, Верона) — итальянский политик фашистского толка, член Квадрумвирата Национальной фашистской партии (23 апреля 1924 — 15 февраля 1925).

## Биография
Родился в состоятельной семье. Внёс значительный вклад в успех фашистов Италии, профинансировав Поход на Рим в 1922 году боевиков Национальной фашистской партии во главе с Бенито Муссолини,
Будучи секретарём фашистской партии, создал тайную полицию по образцу советской ЧК, которая вскоре зарекомендовала себя как террористический отряд и стояла за убийством социалиста Джакомо Маттеотти видного члена оппозиции фашистскому режиму.
Член Большого фашистского совета в 1943 году голосовал за движение Л. Гранди по свержению дуче. Впоследствие был арестован, предстал перед судом Итальянской социальной республики и приговорён к смертной казни. Расстрелян в 1944 году.